# Misántropo (película)
Misántropo
es una película de suspense y crimen estadounidense de 2023 dirigida por Damián Szifron y escrita por Szifron y Jonathan Wakeham. 
Su título original en inglés es Misanthrope, aunque el título de su estreno en Estados Unidos es To Catch a Killer.
Está protagonizada por Shailene Woodley, Ben Mendelsohn, Jovan Adepo y Ralph Ineson. 
En la película, el FBI recluta a una joven policía talentosa pero con problemas de Baltimore para ayudar a perfilar y rastrear a un asesino en serie.
La película marca el debut en inglés del cineasta Damián Szifron.
Fue estrenada el 21 de abril de 2023 por Vertical Entertainment y recibió reseñas mixtas de los críticos.

## Reparto
- Shailene Woodley (1991-) como Eleanor
- Ben Mendelsohn (Melbourne, 1969-) como el comandante Lammark
- Jovan Adepo (Inglaterra, 1988-) como el agente afroestadounidense Jack Mackenzie del FBI
- Jason Cavalier (Canadá, años 1960-) como el agente Marquand del FBI
- Michael Cram (Canadá, 1968) como Gavin, el catedrático universitario esposo de Lammark
- Rosemary Dunsmore (Canadá, 1953-) como la Sra. Possey
- Ralph Ineson (Inglaterra, 1969-) como Dean Possey
- Patrick Labbé (Canadá, 1970)
- Dusan Dukic como Krupp
- Nick Walker como Jesse Capleton
- Richard Zeman como Frank Graber
- Patrick Abellard como el supervisor del basurero donde buscan la camisa verde
- Karine Dion como la Sra. Miller, madre de un adolescente víctima del primer tiroteo
- Robert Gant como Jimmy Kittridge, el presentador del programa de televisión Jimmy Kittridge Show
- Mark Camacho como el jefe Jackson, superior de Eleanor en la policía de Baltimore
- Darcy Laurie como el latino Rodney Lang, empleado de una pinturería
- Leyda Aleyli como la esposa de Rodney Lang
- Felix Gravel como el bebé de Lang
- Sean Tucker como el oficial Coleman
- Maurizio Terrazzano como el teniente de policía
- Arthur Holden como el forense
- Chip Chuipka (como Chip Chiupka) como Jim Lassky
- Heidi Foss como Ramona, la empleada del matadero
- Mark Antony Krupa (como Mark Krupa) como Dimitri Bovrov
- Mark Trafford como Lindenblatt Jr., el dueño del bar que no come gluten
- Maxime Afshar como Hasna Rahmani
- Paul Batah como el padre de Hasnah Rahmani
- Anne-Marie Saheb como la madre de Hasnah Rahmani
- Sheshanti Kurera como la hermana de Hasnah Rahmani
- Kevin Woodhouse como el comandante de SWAT.

## Producción
En mayo de 2019, Shailene Woodley se unió al elenco de la película (entonces titulada Misanthrope para EE. UU.), con Damián Szifron dirigiendo un guion que coescribió con Jonathan Wakeham. La actriz Woodley también produjo la película, que es el debut en inglés de Szifron.
En octubre de 2019, se anunció que Mark Strong estaba en conversaciones para unirse al elenco.
En diciembre de 2020, Ben Mendelsohn se unió al elenco.
En enero de 2021, se eligió a Jovan Adepo.
En marzo de 2021 se reveló que Ralph Ineson formaría parte del elenco.
En mayo de 2019, se informó que el rodaje se llevaría a cabo en Atlanta (Estados Unidos) ese año.
En cambio, la filmación tuvo lugar en Montreal (Canadá), del 27 de enero al 10 de marzo de 2021.

## Estreno
En noviembre de 2022, Vertical Entertainment adquirió los derechos de distribución de la película en Estados Unidos.
Anunciada inicialmente bajo el título Misanthrope, se retituló para los cines de EE. UU. como To Catch a Killer (igual que la película estadounidense de 1992 protagonizada por Brian Dennehy y Margot Kidder). Se estrenó en los cines el 21 de abril de 2023. aunque internacionalmente su nombre oficial siguió siendo Misanthrope.